# Mercado de agricultores de Crescent City
El Mercado de agricultores de Crescent City (en inglés: Crescent City Farmers Market) es un mercado agrícola en Nueva Orleans, Luisiana. Mientras que los mercados públicos son comunes en muchas ciudades de Estados Unidos, muchos  más mercados operaron en Nueva Orleans durante mucho más tiempo que el resto de las ciudades del país. 
Los gobiernos coloniales franceses y más tarde los españoles siguieron estas prácticas europeas en Nueva Orleans. Bajo el control francés, la actividad del mercado se inició en el dique, donde los barcos atracaban en la orilla del río y vendían productos, como la carne, y varios otros al aire libre. En 1779, poco después de que los españoles asumieron el control de Nueva Orleans, construyeron el primer edificio del mercado en la ciudad (el mercado francés), poniendo así fin a la práctica de los mercados de la esquina del dique.
Durante la década de 1995 a 2005, hubo un resurgimiento de los mercados públicos en Nueva Orleans. El Crescent City Farmers Market se estableció a través de una colaboración de toda la comunidad entre la Universidad de Loyola, la ciudad de Nueva Orleans, la Compañía William B. Reily y una serie de ciudadanos.